# 단순 주관주의
단순 주관주의(simple subjectivism)는 윤리학적 주관주의의 한 이론으로, 도덕적 진술은 그 화자의 태도에 대한 보고에 지나지 않는다는 주장이다. 예를 들어, 어느 누군가가 '그것은 행해져야 할 일이다'라고 자신의 도덕적 견해를 밝힌다면, 이는 그가 '그것'에 대해 주장하는 것이 아닌, 단지 그것에 찬성한다는 것만을 의미한다는 것이다.

## 문제점
단순 주관주의는 윤리학적 주관주의의 가장 기초적인 형태의 이론으로, 다음과 같은 논리적 문제점을 안고 있다.
- 화자가 오류를 범할 가능성을 설명할 수 없다.
- 화자가 다수일 경우, 화자간의 의견 불일치를 설명할 수 없다.